# Crise électorale philippine de 2005
 (décembre 2010).
 (mars 2023).
Si vous disposez d'ouvrages ou d'articles de référence ou si vous connaissez des sites web de qualité traitant du thème abordé ici, merci de compléter l'article en donnant les références utiles à sa vérifiabilité et en les liant à la section « Notes et références ».
La crise électorale survenue aux Philippines en juin 2005 fut un événement majeur.
Une crise électorale est une situation d'instabilité et de tension qui survient lors d'une élection. Elle peut être caractérisée par des fraudes électorales, des violences, des boycotts de l'opposition, des poursuites judiciaires, des contestations des résultats, des boycotts de l'opposition, etc.

## Contexte

### Résultat de l'élection
Certains éléments publiés par la presse semblent montrer qu'une fraude électorale majeure a eu lieu lors des élections générales de juin 2004. Les élections générales du 10 mai 2004 composées d'élections présidentielle, législatives et locales se sont achevées par une victoire de la présidente sortante Gloria Macapagal-Arroyo reconduite pour un mandat de 6 ans. 

### Contestation de l’élection
Le résultat de ce scrutin présidentiel ainsi que des centaines de résultats nationaux et locaux furent contestés.
Plusieurs preuves et témoignages ont fait irruption dans la presse philippine. La présidente Arroyo et ses proches sont accusés d'avoir utilisé leurs positions au sein du gouvernement pour commettre une fraude électorale majeure. D'après les allégations publiées, Arroyo et ses proches auraient manipulé les résultats du scrutin et auraient eu recours au harcèlement voire à l'enlèvement de certaines personnalités. Le gouvernement a nié ouvertement la plupart des allégations et plusieurs activistes et organisations de défense des droits de l'homme tentent d'engager des procédures judiciaires à l'encontre de la présidente et de ses proches. L'un des plus importants complices supposés d'Arroyo, Virgilio Garcillano, un membre de la Commission Électorale, a récemment quitté le pays, peut-être dans l'espoir d'étouffer l'affaire. Garcillano a nié publiquement les accusations de fraude.

## Chronologie
Le 10 juin 2005, Samuel Ong l'ancien directeur du Bureau National d'Investigation (NBI) déclare au cours d'une conférence de presse qu'il est en possession d'enregistrements originaux d'une conversation entre la présidente Gloria Macapagal Arroyo et un officiel de la Commission Électorale. Dans les semaines suivantes, le contenu des enregistrements est analysé par les médias philippins. Ces bandes semblent montrer que les élections générales de 2004 ont été truquées pour permettre à Arroyo et ses alliés de se maintenir au pouvoir. Arroyo nie toute accusation de fraude électorale lors d'une allocution télévisée du 27 juin, où elle admet que la voix de l'enregistrement est cependant la sienne. Tout au long de la crise, diverses manifestations en faveur ou défaveur d'Arroyo ont lieu. Cette affaire électorale est accompagnée de joutes politiciennes entre les supporters d'Arroyo et ses opposants. Il est aussi fréquent de voir les divers partis politiques impliqués se livrer à des actes de foi médiatisés comme des prières ou des veillées. La fraude électorale elle-même n'a pas fait l'objet d'un procès ou tentative de procès jusqu'à ce jour, en revanche une procédure d'impeachment est intentée à l'encontre de la présidente Arroyo. La procédure d’impeachment échoue cependant lorsque le Congrès vote en faveur du rapport 1012 en août 2005. Malgré cette crise, le fonctionnement au jour le jour de l'administration et du gouvernement a été peu affecté.

## L'opinion publique
Le sondeur local Social Weather Stations (SWS) a entrepris une série de sondages d'opinions à propos de la crise. A Manille, l'indice de confiance de la présidente Arroyo a chuté de 31 %, avec 48 % des sondés qui n'ont pas confiance en elle, et seulement 17 % qui lui font encore confiance. 94 % des personnes interrogées ont répondu qu'ils avaient eu connaissance des bandes incriminant la présidente Arroyo et le membre de la commission électorale Garcillano. 59 % ont répondu qu'ils considéraient le comportement supposé d'Arroyo comme une fraude électorale alors que 29 % ont répondu qu'ils pensaient qu'il s'agissait d'un comportement légitime. 20 % des interrogés souhaitent oublier cette affaire, 26 % souhaitent connaître la vérité et 18 % pensent qu'Arroyo devrait démissionner. A la question, est-ce que le vice-président Noli de Castro est capable de remplacer la présidente, 48 % ont répondu oui et 29 % non. 
D'après une autre enquête d'opinion réalisée par CNN et Time magazine, 57,5 % des personnes interrogées pensent que la présidente Gloria Macapagal-Arroyo ne finira pas son mandat. (Voir See l'article de CNN en anglais).
Un sondage de Pulse Asia du 12 juillet montre que 57 % des Philippins souhaitent que Gloria Macapagal-Arroyo démissionne.

## Preuves et témoignages
Cette partie recense l'ensemble des faits qui seraient vraisemblablement utilisés au cours d'un procès mais qui n'ont pas été légalement prouvés jusqu'à ce jour.

### Samuel Ong
Deux enregistrements ont été rendus publics jusqu'à ce jour. Celui qui provient de Samuel Ong et une copie authentifiée par le gouvernement de cet enregistrement qui présenterait des différences majeures avec la version de Ong. L'enregistrement que le gouvernement considère comme la version originale est facilement accessible aux Philippines parce que sa diffusion n'a pas été entravée. Les médias ont cependant pu diffuser les deux versions, s'attachant surtout à la version contestée de Samuel Ogg. 
Peu de temps après l'éclatement du scandale, un journaliste du Philippine Daily Inquirer, a cité deux passages de l'enregistrement de Ong dans un article. Sheila Coronel, du Philippine Center of Investigative Journalism a réussi à déchiffrer des parties peu audibles de la bande qui impliqueraient Arroyo dans le scandale. David a analysé cette bande avec des techniques d'ethnométhodologie et est parvenu à la même conclusion que Coronel. Son analyse décrit l'un des interlocuteurs comme une femme qui vient parler à un subordonné. Arroyo a plus tard reconnu l'authenticité de sa voix dans cet enregistrement. David décrit le subordonné comme un homme « qui ne compte pas les votes mais les produit ». Voir .
Sheila Coronel a non seulement accusé Arroyo de fraude électorale mais aussi le groupe de protection des droits du citoyen,  Namfrel, de collusion avec le gouvernement. Ces accusations de corruption reposent sur l'analyse de la bande, dont les passages les moins audibles auraient été retraitées numériquement. Arroyo auraient chuchoté « Yung dagdag, yung dagdag » (« L'argent, l'argent ») après avoir mentionné le groupe Namfrel.
D'après la loi en vigueur aux Philippines, les deux enregistrements, l'officiel et le non officiel, font partie du domaine public.

### Rashma Hali
Rashma Hali est une officielle de Tipo-Tipo, Basilan, qui a déclaré avoir des preuves de l'implication de Arroyo dans l'enlèvement de sa famille. Cet enlèvement aurait été perpétré afin de s'assurer de sa coopération dans une vaste opération de manipulation des résultats du scrutin. Elle déclare ne pas avoir été la seule victime de tels actes.

### Michael Zuce
Michael Angelo Zuce affirme qu'il était présent lors d'un échange ou Arroyo aurait acheté des officiels de la Commission Électorale. Zuce a travaillé pour le Presidential Liaison Office du Ministère des Affaires Politiques. Zuce a également admis sa participation dans des affaires de corruption qui impliquent des officiels de Mindanao pour s'assurer de la victoire d'Arroyo, où il aurait utilisé de l'argent public pour les acheter. Il a aussi déclaré qu'Arroyo ne serait pas une simple bénéficiaire de la fraude électorale mais qu'elle en était l'instigatrice. Son témoignage incrimine aussi de nombreux fonctionnaires et officiels locaux.

### Roberto Verzola
Roberto Verzola est le leader du parti Vert des Philippines et un informaticien, qui a révélé qu'il pouvait prouver la tricherie de Gloria Macapagal-Arroyo aux élections de 2004. Selon Verzola, la tricherie a atteint son paroxysme dans la région de Mindanao où plus de 50 % des voix auraient été faussées. Les provinces de Basilan, Sultan Kudarat, Lanao del Sur, Sulu et Tawi-Tawi auraient même atteint des pics de 70 % de votes truqués. Pour parvenir à ces conclusions, Verzola a utilisé des données collectées par divers groupes et associations de défenses des droits civiques qui surveillaient les élections. L'un de ces groupes, NAMFREL, qui a mené une enquête indépendante n'est pas parvenu aux mêmes conclusions. Verzola les a ouvertement accusés de couvrir le gouvernement.